# Williamstown (Australia)
Williamstown, miejscowość w stanie Australia Południowa położona w rejonie Doliny Barossa około 51 km na północny wschód od Adelaide. Miejscowość została założona w 1857 pod nazwą Victoria Creek. W 2006 populacja miasta wynosiła 1432 osoby.